# Arkeologisk inventering
Arkeologisk inventering går ut på att lokalisera tidigare okända fornlämningar. En inventering föregås ofta av diverse kartstudier och andra analyser, såsom till exempel GIS-analyser och studier av paleogeografi. Vid inventeringstillfället besiktigas sedan lämpliga platser där förhistoriska lämningar kan förväntas finnas. Vid exploateringar som kan hota skyddsvärda kulturmiljöer beslutar vanligen länsstyrelsen i enlighet med kulturmiljölagen om att en arkeologisk utredning skall ske. En sådan utredning består av inventering och ibland smärre markingrepp i utredningssyfte.